# Квами
Квами — село в Хунзахском районе Дагестана. Входит в состав сельского поселения Ободинский сельсовет.

## Географическое положение
Анклав Хунзахского района. Расположено на территории Кумторкалинского района, в так называемом Бронзовом лесу, на левом берегу Шамхал-Янгиюртовского канала. Ближайший населённый пункт село Мацеевка расположен в 3 км к юго-западу.
Уличная сеть не развита.

## История
Указом ПВС ДАССР от 23.02.1972 года на территории Кизилюртовского района, на землях закрепленных за колхозом им. Ленина в местности Селиотар зарегистрирован новый населённый пункт Квами и переданы в подчинение Ободинского сельсовета.

## Население
| 1939 | 1989 | 2002 | 2010 | 2021 |
| ---- | ---- | ---- | ---- | ---- |
| 42   | ↘39  | ↗70  | ↘56  | ↗118 |

По данным Всероссийской переписи населения 2010 года — моноэтничное аварское село.